# Paronychia
Paronychia Mill. è un genere di piante della famiglia Caryophyllaceae.

## Tassonomia
Il genere comprende le seguenti specie:
- Paronychia adalia Chaudhri
- Paronychia ahartii Ertter
- Paronychia aksoyii Budak
- Paronychia albanica Chaudhri
- Paronychia albomarginata Core
- Paronychia amani Chaudhri
- Paronychia americana (Nutt.) Fenzl ex Walp.
- Paronychia anatolica Czeczott
- Paronychia andina A.Gray
- Paronychia angorensis Chaudhri
- Paronychia arabica (L.) DC.
- Paronychia aretioides DC.
- Paronychia argentea Lam.
- Paronychia argyrocoma (Michx.) Nutt.
- Paronychia argyroloba Stapf
- Paronychia azerbaijanica Chaudhri
- Paronychia baldwinii (Torr. & A.Gray) Fenzl ex Walp.
- Paronychia beauverdii Czeczott
- Paronychia bogotensis Triana & Planch.
- Paronychia bornmuelleri Chaudhri
- Paronychia brasiliana DC.
- Paronychia bryoides Hochst. ex A.Rich.
- Paronychia bungei Boiss.
- Paronychia cabrerae Chaudhri
- Paronychia caespitosa Stapf
- Paronychia canadensis (L.) Alph.Wood
- Paronychia canariensis (L.f.) Link
- Paronychia capitata (L.) Lam.
- Paronychia carica Chaudhri
- Paronychia cataonica Chaudhri
- Paronychia cephalotes (M.Bieb.) Besser
- Paronychia chabloziana Beauverd
- Paronychia chartacea Fernald
- Paronychia chilensis DC.
- Paronychia chionaea Boiss.
- Paronychia chlorothyrsa Murb.
- Paronychia communis Cambess.
- Paronychia condensata Chaudhri
- Paronychia congesta Correll
- Paronychia coquimbensis Gay
- Paronychia davisii Chaudhri
- Paronychia davrazensis Budak
- Paronychia depressa (Torr. & A.Gray) Nutt. ex A.Nelson
- Paronychia discoveryi DeLaney
- Paronychia drummondii Torr. & A.Gray
- Paronychia dudleyi Chaudhri
- Paronychia echinulata Chater
- Paronychia ellenbergii Chaudhri
- Paronychia erecta (Chapm.) Shinners
- Paronychia fasciculata Chaudhri
- Paronychia fastigiata (Raf.) Fernald
- Paronychia franciscana Eastw.
- Paronychia fusciflora Chaudhri
- Paronychia galatica Chaudhri
- Paronychia haggariensis Diels
- Paronychia hartwegiana Rohrb.
- Paronychia herniarioides (Michx.) Nutt.
- Paronychia hieronymi Pax
- Paronychia hintoniorum B.L.Turner
- Paronychia illecebroides Webb
- Paronychia jamesii Torr. & A.Gray
- Paronychia johnstonii Chaudhri
- Paronychia jonesii M.C.Johnst.
- Paronychia jordanica Chaudhri
- Paronychia kapela (Hacq.) A.Kern.
- Paronychia kayseriana Chaudhri
- Paronychia kocii Budak
- Paronychia kotschyana Chaudhri
- Paronychia kurdica Boiss.
- Paronychia libertadiana Chaudhri
- Paronychia limae Chaudhri
- Paronychia lindheimeri Engelm. ex A.Gray
- Paronychia lordeganica Dinarvand & Assadi
- Paronychia lycica Chaudhri
- Paronychia macbridei Chaudhri
- Paronychia maccartii Correll
- Paronychia macedonica Chaudhri
- Paronychia macrosepala Boiss.
- Paronychia mandoniana Rohrb.
- Paronychia manfrediana Kit Tan & Strid
- Paronychia maroccana Chaudhri
- Paronychia mesopotamica Chaudhri
- Paronychia mexicana Hemsl.
- Paronychia microphylla Phil.
- Paronychia minima (L.C.Anderson) J.J.Schenk & A.D.Appleton
- Paronychia monticola Cory
- Paronychia mughlaei Chaudhri
- Paronychia muschleri Chaudhri
- Paronychia palaestina Eig
- Paronychia paphlagonica Chaudhri
- Paronychia patula Shinners
- Paronychia peruviana Chaudhri
- Paronychia polygonifolia (Vill.) DC.
- Paronychia pontica (Borhidi) Chaudhri
- Paronychia pulvinata A.Gray
- Paronychia rechingeri Chaudhri
- Paronychia revoluta C.E.Carneiro & Furlan
- Paronychia rouyana Coincy
- Paronychia rugelii (Chapm.) Shuttlew. ex Chapm.
- Paronychia sanchez-vegae Montesinos & Kool
- Paronychia saxatilis Chaudhri
- Paronychia sessiliflora Nutt.
- Paronychia setacea Torr. & A.Gray
- Paronychia setigera (Gillies ex Hook. & Arn.) F.Herm.
- Paronychia sinaica Fresen.
- Paronychia sintenisii Chaudhri
- Paronychia somaliensis Baker
- Paronychia splendens Steven
- Paronychia suffruticosa (L.) DC.
- Paronychia taurica Borhidi & Sikura
- Paronychia tunisiana Chaudhri
- Paronychia turcica Chaudhri
- Paronychia ubinensis Montesinos
- Paronychia velata (Maire) Chaudhri
- Paronychia virginica Spreng.
- Paronychia weberbaueri Chaudhri
- Paronychia wilkinsonii S.Watson